# Aníbal Cristobo
Aníbal Cristobo (Buenos Aires, 1971) é um escritor argentino.
Em 1989, começou a estudar Literatura e, em 1991, trocou de curso para Filosofia. Em 1995 foi a Rio de Janeiro.
Em 1997 publicou publicou seu primeiro livro, Teste da Iguana, em 1997 pela editora 7Letras. A ele seguiram-se jet-lag (2002).  Em 2002 partiu para Barcelona, onde terminou krill (2004) e Miniaturas Kinéticas (2005), que reúne sua produção até o momento.
A obra de Aníbal Cristobo distingue-se pela experimentação.

## Obras
- Teste da Iguana (1997)[3]
- jet-lag (2002)
- krill (2004)
- Miniaturas Kinéticas (2005)[2]